# Lorino
Lorino (Russisch: Лорино) is een plaats (selo) en selskoje poselenieje in het zuiden van het district Tsjoekotski van de Russische autonome okroeg Tsjoekotka. De plaats ligt aan de zuidoostkust van het Tsjoektsjenschiereiland, ten noorden van de Metsjigmenskigolf van de Beringzee en grenst in het westen aan een aantal watermassa's die uitlopen op de Metsjigmenbaai (die uitloopt op de Metsjigmenskigolf). Aan oostzijde stroomt de rivier Loren uit in de Metsjigmenskigolf. De naam komt van het Tsjoektsjische woord льурэн (ljoeren of l'oeren) of лугрен (loegren), wat iets betekent als "(terug)gevonden/uitgezocht kamp".
De plaats telde 1419 inwoners in 2003, waaronder 1288 Tsjoektsjen en andere inheemse Siberische volken en vormt daarmee de grootste 'inheemse' plaats van heel Tsjoekotka. Het inwoneraantal is in tegenstelling tot veel andere plaatsen in Tsjoekotka al jaren stabiel groeiende. In 2009 was het aantal inwoners opgelopen tot 1.484. Inmiddels is een daling ingetreden, in 2018 waren er 998 inwoners.

## Geschiedenis en cultuur
De plek van het dorp wordt reeds lange tijd bewoond. De eerste bronnen over het dorp dateren uit de 18e eeuw. In de jaren 1926 en 1927 waren er 12 kleine landbouwbedrijfjes, waarvan 11 Tsjoektsjische en werden er 52 inwoners geregistreerd. In 1943 was het aantal inwoners volgens een telling opgelopen tot 174 (waaronder 3 'buitenstaanders'; Russen). In de Sovjettijd (jaren 1950 en 1960) werden de dorpjes Metsjigmen, Akkani en Jandagaj "perspectiefloos" geacht en de inwoners gedwongen overgebracht naar Lorino om er in de kolchoz te gaan werken. Bij de volkstelling van 1989 telde het dorp 1.551 inwoners, waaronder 1.032 Tsjoektsjen, 67 Siberische Yupik en 452 'buitenstaanders'.
Lorino stond begin 21e eeuw in de wijde omtrek bekend om zijn nationale ensemble Lorinskieje zori ("Lorinose dageraad").

## Economie en vervoer
De plaatsvormende onderneming van het dorp is landbouwbedrijf Keper (Кэпэр), waar jagers actief zijn, waar zich sinds 1955 een pelsdierhouderij (poolvossen – blauwvossen; ruim 300 dieren) en rendierhouderij bevinden, waar technici (machines) werken en waar vrouwen kleren, schoeisel en hoofddeksels maken. De sledehonden uit het dorp zijn wijd bekend in Rusland en een aantal werden in 1974 gebruikt voor de opnames van de Oost-Duitse film Kit & Co in Karelië. In 2009 werd een minifabriek voor de verwerking van walrusvlees in het dorp geopend.
De plaats is naar het oosten toe door een (onverharde) weg door het Genkanygebergte verbonden met Lavrentia ongeveer 40,5 kilometer oostnoordoostelijker en het onbewoonde dorp Akkani. Een andere onverharde weg naar het westen toe verbindt de plaats met een opslagplaats ver in het binnenland, aan het Ionivejemmeer.

## Bezienswaardigheden
Op ongeveer 27 kilometer ten noordoosten van Lorino, ten noorden van de weg naar Lavrentia in het Genkanygebergte, liggen de Lorinose of Koenkoense heetwaterbronnen (naar de rivier die er langs stroomt). De micro-organismen (Chlorella) in deze bronnen kunnen tijdens de lange poolnacht overleven door over te gaan van fotosynthese op chemosynthese. Bij de bronnen staan een hotel, overdekte badinrichting en een kas.

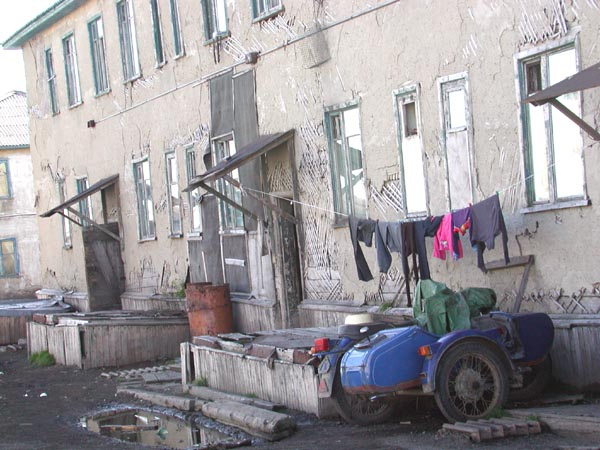
Appartementblok in Lorino
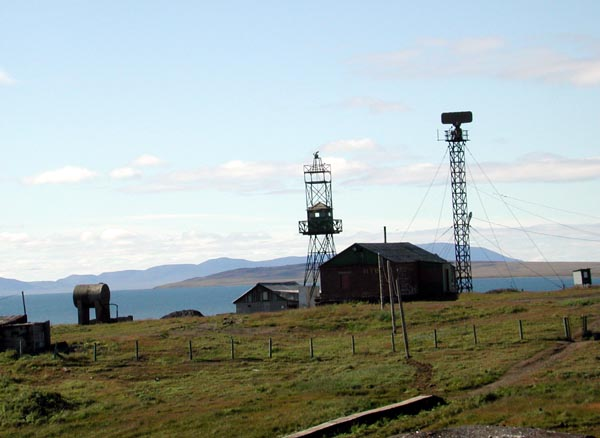
Oude wachttoren (grenswacht) uit de Sovjetperiode
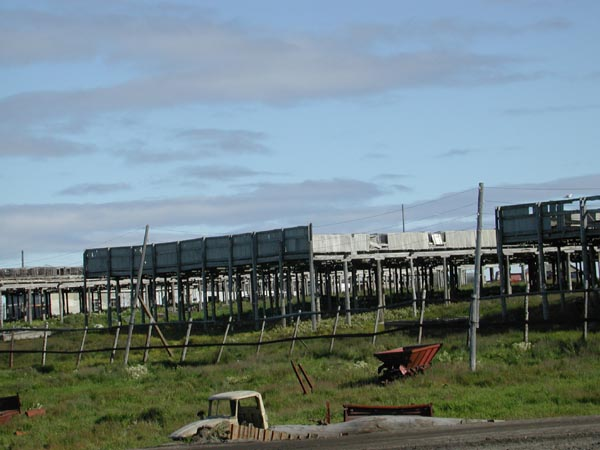
Pelsdierhouderij (blauwvossen)
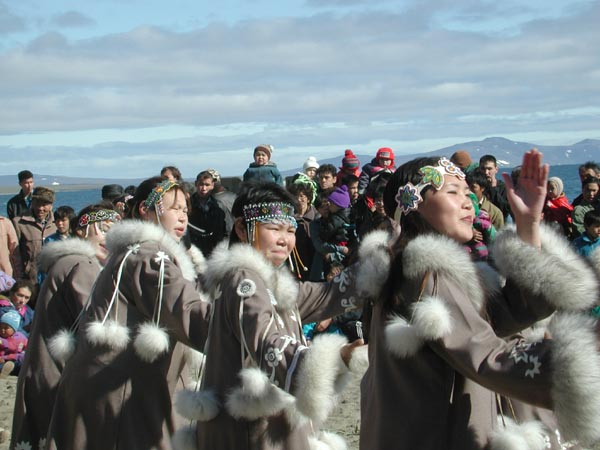
Optreden van Tsjoektsjische danseressen
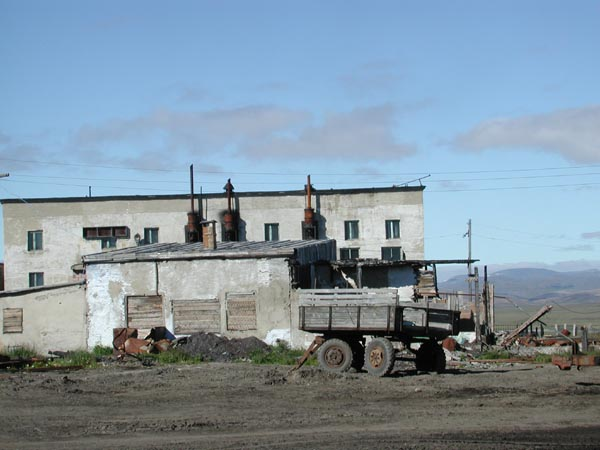
Ketelhuis (elektriciteit)
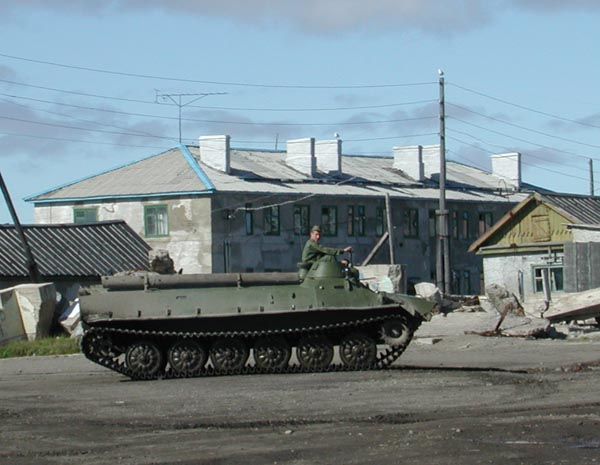
Rupsvoertuig in Lorino

Bestuurlijk centrum: Lavrentia

Enoermino · Intsjo-oen · Lorino · Nesjkan · Oeëlen